# Eric Laithwaite
Eric Roberts Laithwaite, född den 14 juni 1921 i Atherton, Lancashire och död den 27 november 1997, var en brittisk elektroingenjör, känd som "Maglevs fader" för att ha utvecklat den linjära induktionsmotorn och maglevtågen. Professor i elkraftteknik vid Imperial College London.
Laithwaite växte upp i Fylde, Lancashire, studerade vid Kirkham läroverk och gick 1941 vidare till Royal Air Force och blev testingenjör för autopiloten på Royal Aircraft Establishment. Från 1946 studerade han elektroteknik vid University of Manchester, där han med sitt deltagande i rördatorn Manchester Mark I, kunde ta sin Masterexamen. Sin anknytande doktorsavhandling grundlade hans intresse för linjära motorer. År 1964 fick han sin professur vid Imperial College, där han framgångsrikt kom att vidareutvecklade den linjära motorn.

## Demonstration av en mot-roterande effekt
Åren 1966 och 1974 föreläste han vid de årliga Royal Institution Christmas Lectures, vilka sänds direkt i TV. Eftersom Royal Institution 1974 hade uppmanat honom att tala om ett ämne av eget val, så demonstrerade han en dramatisk viktminskning hos ett gyroskop i form av ett 25 kg spinnande hjul fästat i änden på en 1 m lång stång. Han visade att det tunga hjulet kunde lyftas utan ansträngning med en hand. Royal Institution hade inte väntat sig ett trolleri. Att gyrot inte följer Newtons lagar och förlorar vikt vid drift, var ingen säker insikt hos Royal Institution, som mottog hans förevisning och förklaring med tystnad och ogillande. Föreläsningen publicerades inte och är den enda i den långa serien som hittills drabbats av detta öde.
Tillsammans med William Dawson grundade han senare Gyron Ltd och fick år 1993 ett patent på ett framdrivningssystem.
År 1951 hade han gift sig med Sheila Gooddie, och paret fick två söner och döttrar.